# 熊本県道・鹿児島県道117号水俣出水線
熊本県道・鹿児島県道117号水俣出水線（くまもとけんどう・かごしまけんどう117ごう みなまたいずみせん）は、熊本県水俣市から鹿児島県出水市に至る一般県道（熊本県道・鹿児島県道）である。

## 概要

### 路線データ
- 起点：熊本県水俣市大黒町1丁目（国道3号交点、熊本県道268号水俣港大黒町線終点）
- 終点：鹿児島県出水市上鯖淵（国道447号交点）

## 地理

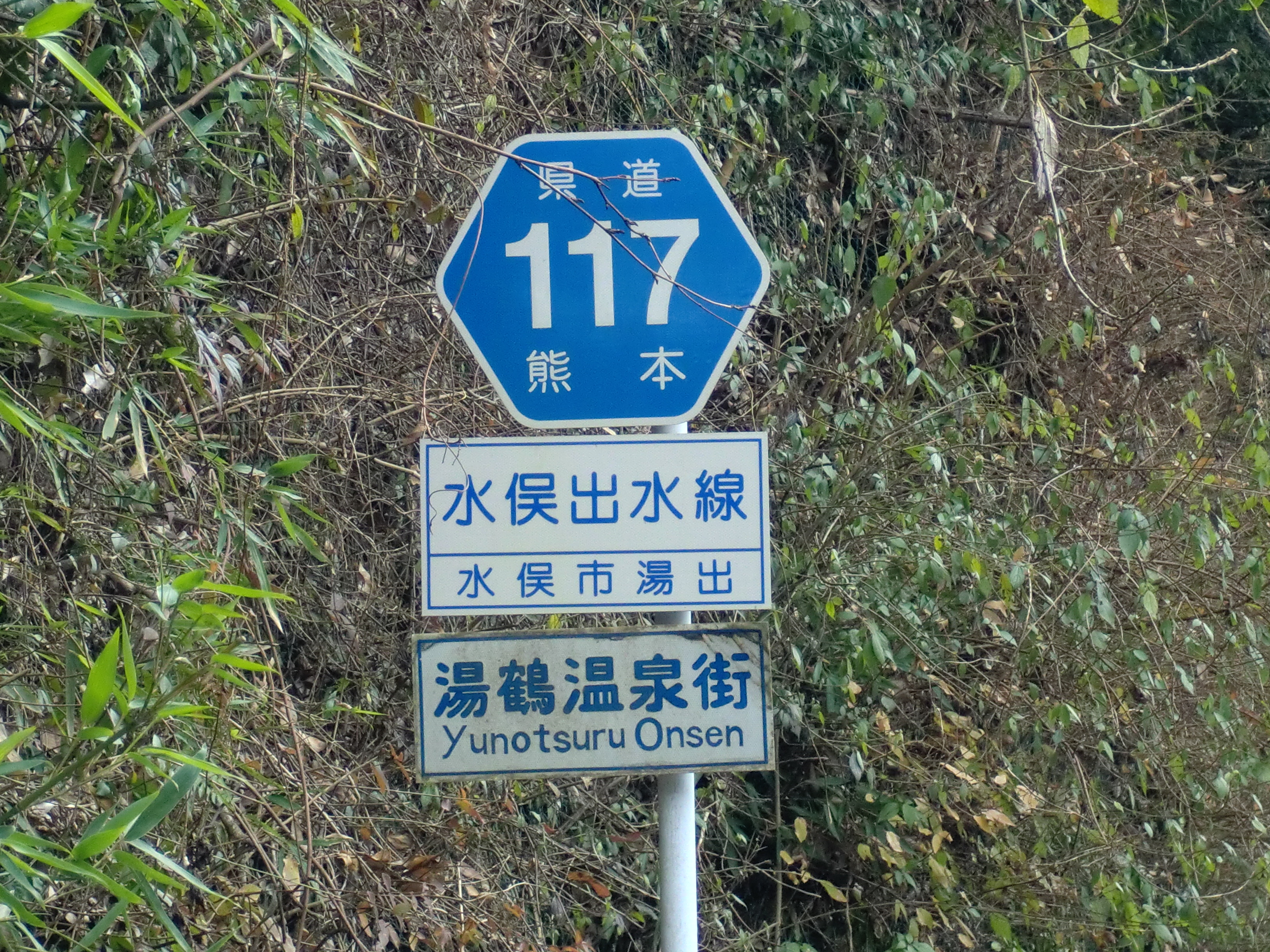
熊本県道・鹿児島県道117号湯の鶴温泉街

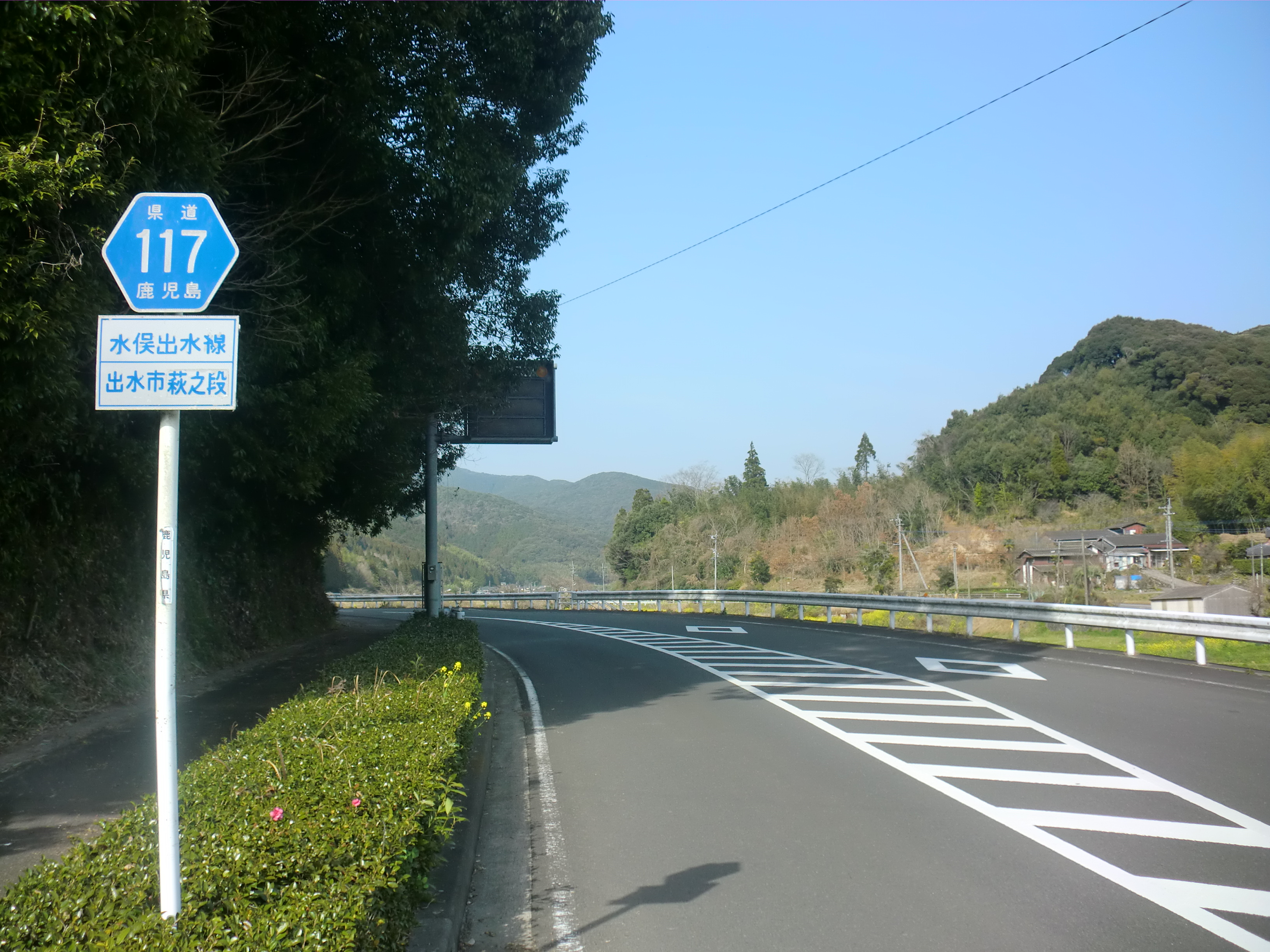
熊本県道・鹿児島県道117号線。終点付近（出水市）

### 通過する自治体
- 熊本県
  - 水俣市
- 鹿児島県
  - 出水市

### 交差する道路
| 交差する道路                        | 都道府県名 | 市町村名 | 交差する場所 | 交差する場所 |
| ----------------------------------- | ---------- | -------- | ------------ | ------------ |
| 国道3号 熊本県道268号水俣港大黒町線 | 熊本県     | 水俣市   | 大黒町1丁目  | 起点         |
| 熊本県道・鹿児島県道118号湯出大口線 | 熊本県     | 水俣市   | 湯出         |              |
| 国道447号                           | 鹿児島県   | 出水市   | 上鯖淵       | 終点         |

### 交差する鉄道
- 肥薩おれんじ鉄道
- 九州新幹線

### 沿線
- 水俣市立湯出小学校